# Piotrkowice (gromada w powiecie konińskim)
Piotrkowice – dawna gromada, czyli najmniejsza jednostka podziału terytorialnego Polskiej Rzeczypospolitej Ludowej w latach 1954–1972.
Gromady, z gromadzkimi radami narodowymi (GRN) jako organami władzy najniższego stopnia na wsi, funkcjonowały od reformy reorganizującej administrację wiejską przeprowadzonej jesienią 1954 do momentu ich zniesienia z dniem 1 stycznia 1973, tym samym wypierając organizację gminną w latach 1954–1972.
Gromadę Piotrkowice z siedzibą GRN w Piotrkowicach utworzono – jako jedną z 8759 gromad na obszarze Polski – w powiecie konińskim w woj. poznańskim, na mocy uchwały nr 25/54 WRN w Poznaniu z dnia 5 października 1954. W skład jednostki weszły obszary dotychczasowych gromad Kolebki, Niedźwiady, Półwiosek Nowy, Półwiosek Stary i Wygoda, ponadto miejscowość Julia z dotychczasowej gromady Julia oraz miejscowości Wąsowskie Holendry i Wąsosze z dotychczasowej gromady Wąsowskie Holendry ze zniesionej gminy Piotrkowice w tymże powiecie. Dla gromady ustalono 17 członków gromadzkiej rady narodowej.
1 stycznia 1958 do gromady Piotrkowice włączono miejscowości Leśnictwo, Pogoń Lubstowska, Pogrzele, Smulniki Niemieckie i Smulniki Polskie ze zniesionej gromady Ignacewo w tymże powiecie. 
31 grudnia 1971 gromadę zniesiono, a jej obszar włączono do gromady Ślesin w tymże powiecie.